# Дарница (фармацевтическая компания)
«Дарница» (укр. Дарниця) — фармацевтическое предприятие Украины.

## Экономические показатели
На украинском розничном рынке лекарственных средств у «Дарницы» второй показатель по общему объему продаж (2020), она является лидером в сегменте аптечных продаж по упаковкам (2019).
В 2020 году согласно данным The Pharma 1000 стоимость компании достигала 360 млн долларов США, выручка — 100 млн долларов США. Это третий показатель среди украинских фармкомпаний.
Внешнеэкономическая деятельность «Дарницы» реализуется в форме экспорта лекарств, импорта сырья, оборудования. По данным 2019 года основными странами-поставщиками были Китай (54,35%), Индия (16,84%), Италия (5,13%), Германия (4,9%). «Дарница» экспортировала в 20 стран, наиболее в Монголию (28,22%), Гонконг (24,65%), Литву (21,08%), Боснию (5,51%), Венгрию (4,54%).
Предприятие производит свыше 250 наименований лекарственных средств (2019)
В начале 2021 года согласно изданию «Forbes Украина» и портала поиска работы Work.ua, компания была среди 50 лучших работодателей Украины (позиция №27).
Согласно изданию «Власть денег» в 2020 году «Дарница» была среди 25 лучших цифровых компаний Украины. На предприятии построена гибридная IТ-инфраструктура, используются облачные технологии, оцифрован процесс управления жизненным циклом лекарственного средства.
В 2018 году «Дарница» вошла в первую пятерку рейтинга «Самые дорогие бренды Украины» по версии журнала «Корреспондент» и сохранила позиции в 2019 году.

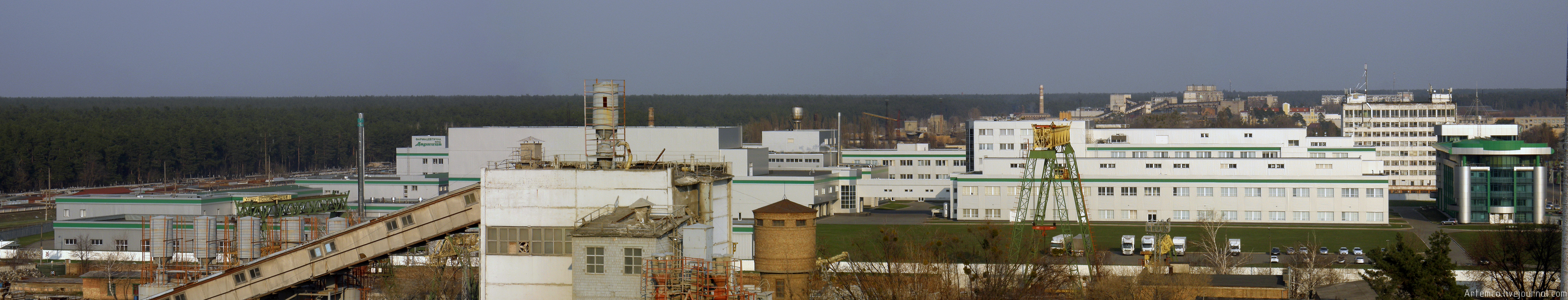
Панорама производственных зданий компании «Дарница»

## История
В 1930 году был создан Киевский филиал Украинского института экспериментальной эндокринологии, который произвел первые лекарства в 1932 году. В частности, гематоген (жидкий и в таблетках). В 1938 году введены в эксплуатацию новые производственные корпуса и уже к 1940 году мощность производства составила 4 млн единиц продукции, в денежном эквиваленте — около 5 млн рублей.
В годы Второй мировой войны производство было эвакуировано на Урал. В 1950 году киевское предприятие практически восстановлено, а к 1952 году мощности доведены до 15,19 млн единиц продукции. В 1954 году филиал института был реорганизован в Дарницкий химико-фармацевтический завод. Первое время он специализировался на производстве растворов в ампулах для инъекций. В 1960-х годах был введен в эксплуатацию стеклодувный цех мощностью 300 млн ампул.
В 1976 году было создано Киевское производственное химико-фармацевтическое объединение «Дарница» (Дарницкий химико-фармацевтический завод, Борщаговский завод химико-фармацевтических препаратов и Киевский витаминный завод). Продукция объединенного предприятия экспортировалась в 37 стран мира. В 1985 году к этому объединению был присоединен Монастирищенский химико-фармацевтический завод.
В июле 1991 года предприятие стало арендным, а в 1993 году — преобразовано в коллективное предприятие «Фармацевтическая фирма "Дарница"». В 1994 году компания стала закрытым, а с 2012 года является частным акционерным обществом.
В 1990-х годах «Дарница» начала переоснащать производство согласно требованиям стандарта GMP (Надлежащая производственная практика). К 2010 году по данным исследования Посылкиной О. и Сидоренко М. компания опередила другие украинские предприятия, сертифицировав 5 участков, на которых производилось 112 препаратов.
В этот же период происходила модернизация основного производства: в 1997 году закончена реконструкция участка асептического приготовления и разлива медицинских препаратов, в 2000 году — реконструирована система получения воды питьевого качества, в 2002 году запущен новый завод стерильных цефалоспориновых антибиотиков, в 2012 году было переоснащено ампульное производство.
В начале 2000-х годов на «Дарницу» и ещё четыре крупнейших предприятия Украины приходилось 21% украинского рынка в денежном выражении и 32% в натуральном. Первая пятёрка обеспечивала более половины всех наименований лекарственных средств, производимых украинской фармацевтической промышленностью (65 заводов, 27 фармацевтических фабрик, 119 малых предприятий и отдельных цехов).
В 2006 году «Дарница» была лидером украинского рынка аптечных продаж в финансовом выражении среди украинских производителей, и на четвёртом месте с учётом всех иностранных компаний. В 2007 году занимала 1 и 5 позиции соответственно.
В 2008 году с помощью немецкой компании Schäfer был запущен логистический комплекс суммарной площадью 15 тыс. кв. м. с роботизированным высотным складом (32 метра) на 10 тысяч паллето-мест.
Согласно исследованию Николая Гребнёва и Инны Винниковой, к 2009 году компания обладала производственными площадями более 30 тыс. кв. м. Производственная мощность позволяла выпускать свыше 500 млн ампул, 4 млрд таблеток, 10 млн туб мягких лекарственных форм, 30 млн флаконов стерильных антибиотиков и 35 млн флаконов капель. По разным оценкам доля компании на украинском фармацевтическом рынке составляла около 7%.
В 2010 году «Дарница» на украинском рынке лекарственных средств имела такие показатели по объему реализации:
1-я позиция розничных продаж в натуральном выражении
5-я позиция розничных продаж в денежном выражении
3-я позиция госпитальных закупок в натуральном выражении
4-я позиция госпитальных закупок в денежном выражении.
В 2014 году чистый доход компании составил 1,2 млрд грн, что было третьим показателем среди украинских фармпроизводителей. В 2015 году «Дарница» занимала также третью позицию по объемам продаж в аптеках (среди 620 украинских и 1561 иностранных участников).
В 2016 году «Дарница» вошла в Топ-20 самых инновационных компаний Украины издания «Forbes Украина». Компания внедрила ERP-систему, позволяющую контролировать логистику, планировать продажи и фокусировать конкретное производство под определенный спрос.
В 2019 году был проведен ребрендинг компании.

## Ключевые фигуры
Глава наблюдательного совета — Владимир Загорий, совладелец — Глеб Загорий, генеральный директор — Андрей Обризан.

## Социальная ответственность и благотворительность
По данным Натальи Ткаченко, в 2012 году «Дарница» входила в тройку компаний по уровню раскрытия информации о корпоративной социальной ответственности (среди 20 крупнейших фармпроизводителей Украины). Исследователь пришла к выводу, что «Дарница» реализует такие направления социальной ответственности:
- Меценатство (поддержка проектов в сфере искусства, науки и культуры Украины, финансирование образовательных программ и инновационных проектов в сфере здравоохранения).
- Благотворительность (целевая поддержка незащищенных слоев населения, помощь пострадавшим согражданам и защитникам в ходе АТО, инновационные проекты в сфере здравоохранения).
- Спортивное партнерство (джиу-джитсу)[33].

Ольга Рогуля приводит ряд цифр за 2019 год. Среди меценатских проектов на 3,4 млн грн были профинансированы университетские стипендии, на 1 млн грн исследование общественных вопросов и образовательной деятельности The Aspen Institute Kyiv, также стипендии для участников Международного конкурса знатоков украинского языка имени Петра Яцыка. Помощь благотворительным фондам составила 23,3 млн грн. Финансировались социальные программы и проекты, в частности «З турботою про співвітчизника» («С заботой о соотечественнике»), #GivingTuesday («Щедрый вторник»), «Твій безмежний світ» («Твой безграничный мир»).